# Internationale Handelskammer
Die Internationale Handelskammer (englisch: International Chamber of Commerce, französisch: Chambre de commerce internationale; kurz ICC) ist eine internationale nichtstaatliche Organisation mit Sitz in Paris. Ihre Aufgabe ist die Unterstützung und Förderung des weltweiten Handels und der Globalisierung.

## Tätigkeiten
Als eine der bedeutendsten Einrichtungen auf dem Gebiet der Weltwirtschaft genießt sie Beobachterstatus in nahezu allen relevanten Internationalen Organisationen.
Im internationalen Außenhandel haben die von der Internationalen Handelskammer veröffentlichten Einheitlichen Richtlinien beispielsweise für die Abwicklung von Akkreditiven (ERA 600) oder für Dokumenteninkassi (ERI 522) Anerkennung gefunden und bilden trotz fehlender internationaler Abkommen eine verlässliche Grundlage für die Vertragsparteien. Eine erste Version der Internationalen Handelsklauseln INCOTERMS verabschiedeten die Mitglieder bereits 1936.
Seit 1923 unterhält die Internationale Handelskammer ICC einen Schiedsgerichtshof. Dieser ist die älteste, weltweit anerkannte und private Schiedsinstitution, die sowohl Schiedsverfahren als auch Mediations- und Schlichtungsverfahren administriert und so Streitigkeiten zwischen internationalen Handelspartnern vertraulich, schnell und fair lösen soll.

### Niederlassungen  und nationale Vertretungen
Die ICC unterhält einen Bürositz bei der Welthandelsorganisation in Genf und der UN in New York sowie eine Schiedsinstitution in Paris.
Der Einfluss der ICC beruht auf dem weltweiten Netzwerk ihrer Nationalkomitees, die in mehr als 90 Ländern zu finden sind. Darüber hinaus hat die ICC Direktmitglieder in weiteren 34 Ländern. 
Das Deutsche Komitee der Internationalen Handelskammer (ICC Germany) hat seinen Sitz in Berlin, das österreichische (ICC Austria) in Wien und das schweizerische in Zürich.

## Geschichte
Vor dem Ersten Weltkrieg existierte keine internationale Handelskammer. Es wurden aber internationale Kongresse der nationalen Handelskammern organisiert. Diese fanden in Lüttich (1905), in Mailand (1906), in Prag (1908), in London (1910), in Boston (1912) und in Paris (1914) statt. Als Organisation wurde die Internationale Handelskammer im Jahre 1919 durch die Vertreter von Belgien, Frankreich, Großbritannien, Italien und den USA in Atlantic City (New Jersey) gegründet. Die heutige ICC Austria trat der Organisation 1921 bei, die Deutsche Gruppe der Internationalen Handelskammer im Herbst 1925.
Der ehemalige französische Wirtschaftsminister und erste Präsident Etienne Clémentel setzte sich 1919 nachdrücklich für die Gründung der Internationalen Handelskammer ein, mit dem Ziel, die Märkte für Handel und Investitionen zu öffnen. Anfänglich bestand die Organisation aus Belgien, Großbritannien, Frankreich, Italien und den Vereinigten Staaten.
Als Hauptsitz wählten die Mitglieder Paris und installierten dort 1923 den Internationalen Schiedsgerichtshof, die heute älteste Institution für Schiedsverfahren und gütliche Streitbeilegung.
Die Kongresse der Internationalen Handelskammer als Versammlungen der Mitglieder fanden gewöhnlich alle zwei Jahre statt. Nach der Gründung waren dies: London (1921), Rom (1923), Brüssel (1925), Stockholm (1927), Amsterdam (1929), Washington (1931, Präsident: Franz von Mendelssohn), Wien (1933), Paris (1935) und Berlin (1937).
Ein Interessengebiet lag in der Überwachung von Reparationszahlungen und Kriegsschulden. Nach Beginn des Zweiten Weltkriegs wurden alle Tätigkeiten in das neutrale Schweden verlegt.
Anfang der frühen 1980er Jahre gründete das ICC drei Büros zur Verbrechensbekämpfung mit Sitz in London. Das International Maritime Bureau überwacht Piraterie und beschäftigt sich mit anderen relevanten Fragen über Kriminalität auf dem Meer. Für Geldwäsche und Betrugsfälle ist das Financial Investigation Bureau zuständig. Das Counterfeiting Intelligence Bureau verfolgt Fälle von Marken- und Produktpiraterie.
Inzwischen hat die Kammer weit über 7.000 Mitglieder.